# Ulee Tutue (Mutiara Timur)
Ulee Tutue is een bestuurslaag in het regentschap Pidie van de provincie Atjeh, Indonesië. Ulee Tutue telt 627 inwoners (volkstelling 2010).